# La Jérusalem délivrée
Pour les articles homonymes, voir La Jérusalem délivrée (homonymie).

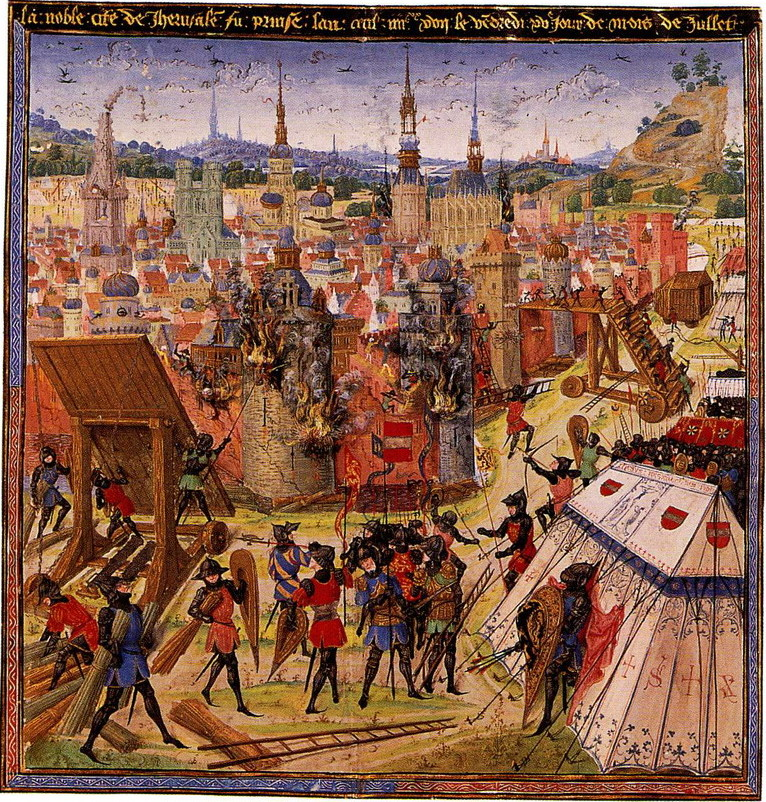
Le Siège de Jérusalem pendant la Première Croisade, peinture anonyme.

La Jérusalem délivrée (La Gerusalemme liberata) est un poème épique publié en 1581 en italien par Le Tasse, retraçant un récit largement fictionnel de la première croisade, au cours de laquelle les chevaliers chrétiens menés par Godefroy de Bouillon combattent les musulmans (Sarrasins) afin de lever le siège de Jérusalem en 1099. Le poème est composé de stances de huit vers, groupées en vingt chants de longueur variable.

## Contexte
L'œuvre s'inscrit dans la tradition du roman de chevalerie à la Renaissance, et des poèmes épiques italiens. Le Tasse emprunte fréquemment des éléments de l'intrigue et des personnages de l'Orlando furioso de L'Arioste. Le poème contient également des éléments inspirés des contes épiques d'Homère et de Virgile (en particulier dans les sections de leurs œuvres décrivant les sièges et les tactiques de guerre). Il est dédié à Alphonse II d'Este, protecteur du poète.

## Analyse
Le choix du sujet du Tasse — un véritable conflit entre chrétiens et musulmans — possède un arrière-plan historique (bien que largement saupoudré d'éléments fantastiques) qui impose certaines contraintes à la narration : le sujet ne peut aboutir qu'à la conclusion historique et ne saurait s'étendre indéfiniment, le conflit ayant été limité dans le temps. De tels impératifs sont absents d'autres récits épiques contemporains. Cependant, comme d'autres œuvres de la même époque traitant de conflits entre chrétiens et musulmans, le poème suscite de profondes résonances dans l'esprit du lectorat, l'empire turc effectuant des avancées significatives en Europe de l'Est.
Un des traits les plus caractéristiques du poème du Tasse est le tourment enduré par ses personnages. En effet, ces derniers sont partagés entre leurs sentiments et leurs devoirs, et leur représentation de l'amour — constamment en conflit avec les valeurs martiales, telles que l'honneur — est une source de grande passion lyrique dans le poème.
L’action de l’épopée tourne autour d’Armide, une séduisante sorcière dépêchée par le sénat des Enfers pour répandre la discorde dans le camp chrétien. Cependant, convertie à la vraie foi par amour pour un paladin en croisade, elle quitte la scène avec aux lèvres une phrase de la Vierge Marie. Comme la Marfisa de Boiardo, la courageuse Chlorinde prend l’armure et combat en duel son propre amant, puis, au moment où elle meurt, reçoit le baptême des mains de celui-ci. Quant à Herminie, elle cherche refuge dans la hutte des bergers. 
Ces belles païennes, si touchantes dans la peine et si tendres dans leurs aventures, retiennent l’attention du lecteur, beaucoup plus que les batailles, les cérémonies religieuses, les conseils de guerre et les plans de campagne. La grande invention artistique du Tasse est l'expression des sentiments : car c'est le lyrisme du poème, plus que ses qualités littéraires, qui fait de la Jérusalem un chef-d'œuvre immortel. Chose nouvelle au XVIe siècle, cette expression se trouve en phase, d'une part avec une réhabilitation du rôle de la femme, d'autre part avec la faveur croissante de la musique en tant qu'art de cour. Un sentiment amoureux noble, raffiné, au naturel teinté de mélancolie, d'une grâce exquise dans ses aspirations pathétiques, imprègne toutes les scènes de la Jérusalem. La métrique du poème, caractérisée par des rimes douces et une cadence régulière et languissante, souligne le caractère de ces séduisantes héroïnes dont les noms devinrent parfaitement familiers aux aristocrates des XVIIe et XVIIIe siècles.

## Postérité
La Gerusalemme liberata constitue la trame générale de nombreuses œuvres musicales, comme Il combattimento di Tancredi e Clorinda de Monteverdi, Armida al campo d'Egitto de Vivaldi, Armide de Lully ou de Gluck, Rinaldo de Haendel, La Forêt enchantée de Geminiani, Armida de Haydn, Rossini ou Dvořák, Rinaldo de Brahms…
Un grand nombre de peintres ont illustré des épisodes de La Jérusalem délivrée : notamment  Giambattista Tiepolo, Nicolas Poussin, Charles Antoine Coypel, François Boucher, Antoine van Dyck, Jean-Honoré Fragonard, Annibale Carrache, Le Dominiquin, Paolo Domenico Finoglia, Lorenzo Lippi…
Le cabinet des miroirs du palais vénitien de la famille Corner était décoré d'une série de fresques illustrant ce roman.

Fresques de Giambattista Tiepolo du cabinet des miroirs, 1740-1746 conservées à l'Art Institute of Chicago.
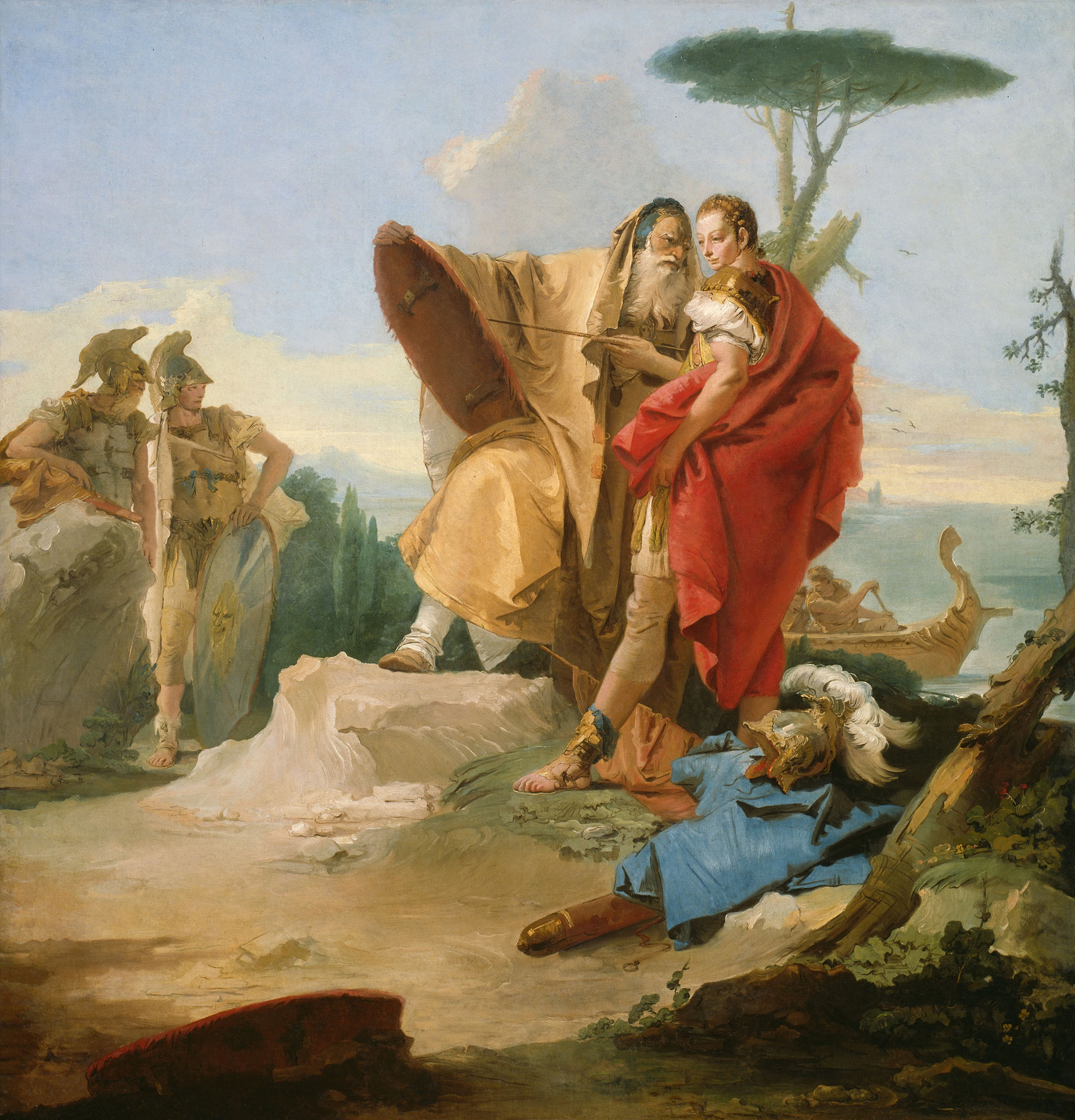
Renaud et le mage d'Ascalon.
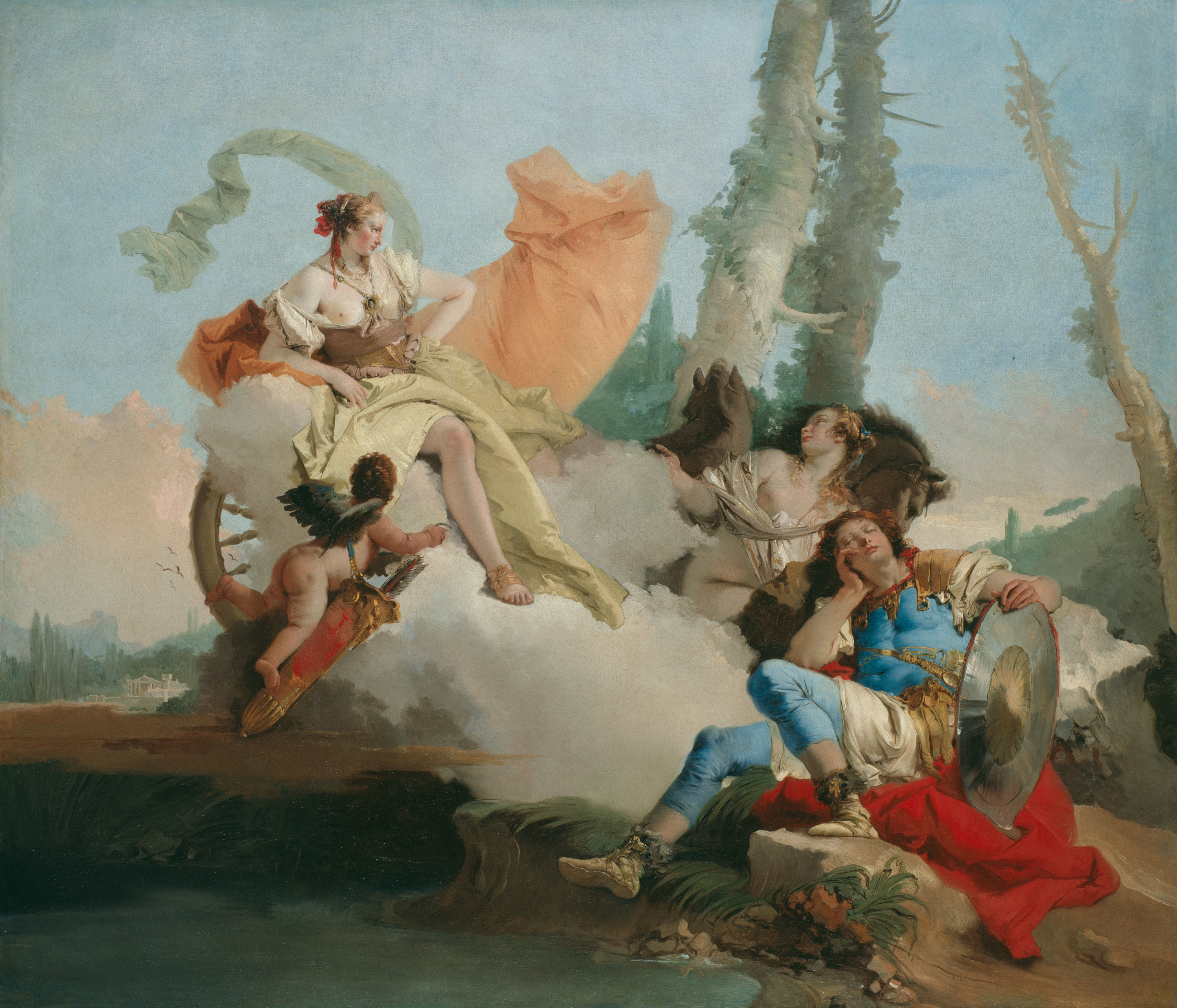
Armide rencontre Renaud endormi
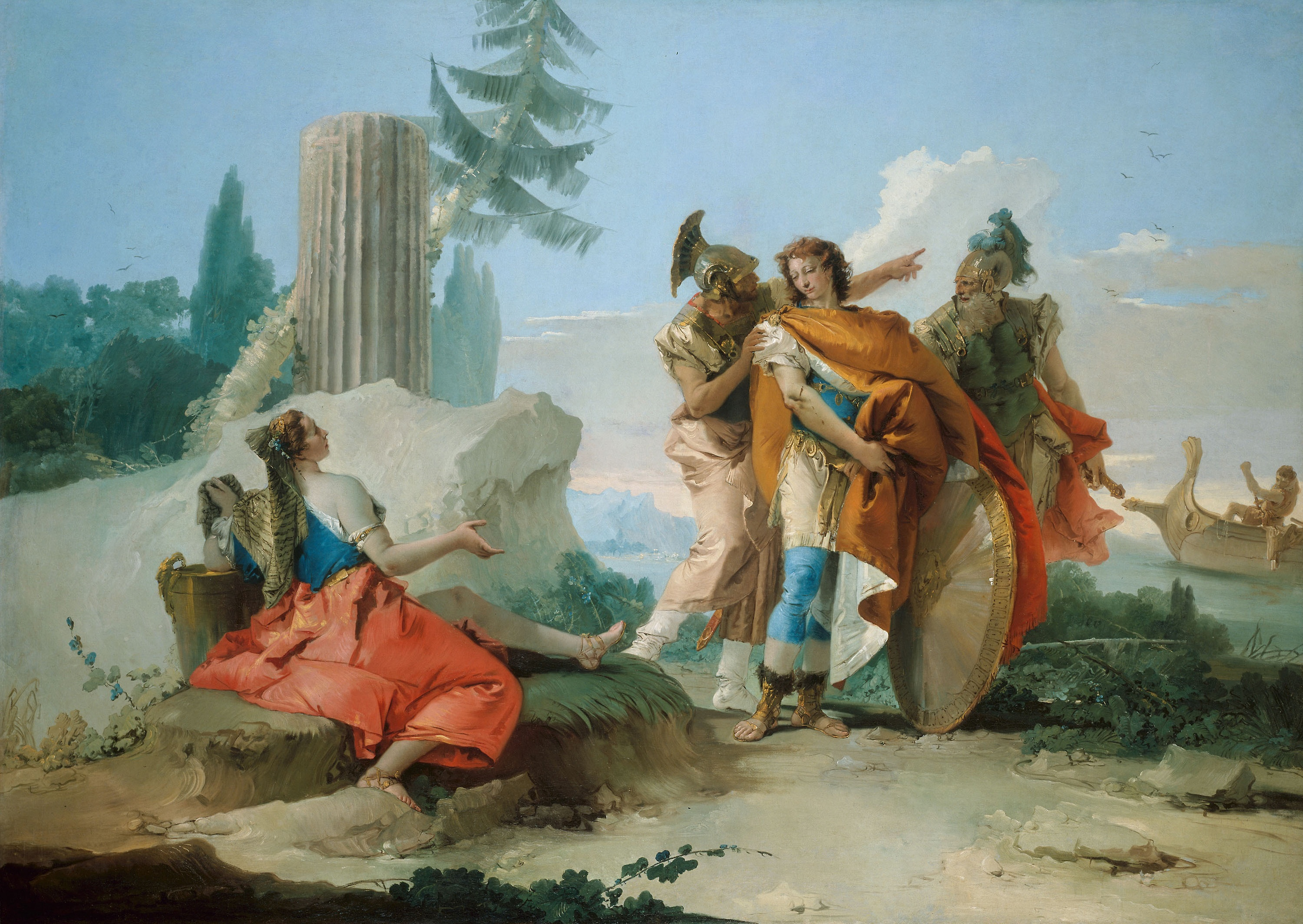
Armide abandonnée par Renaud.
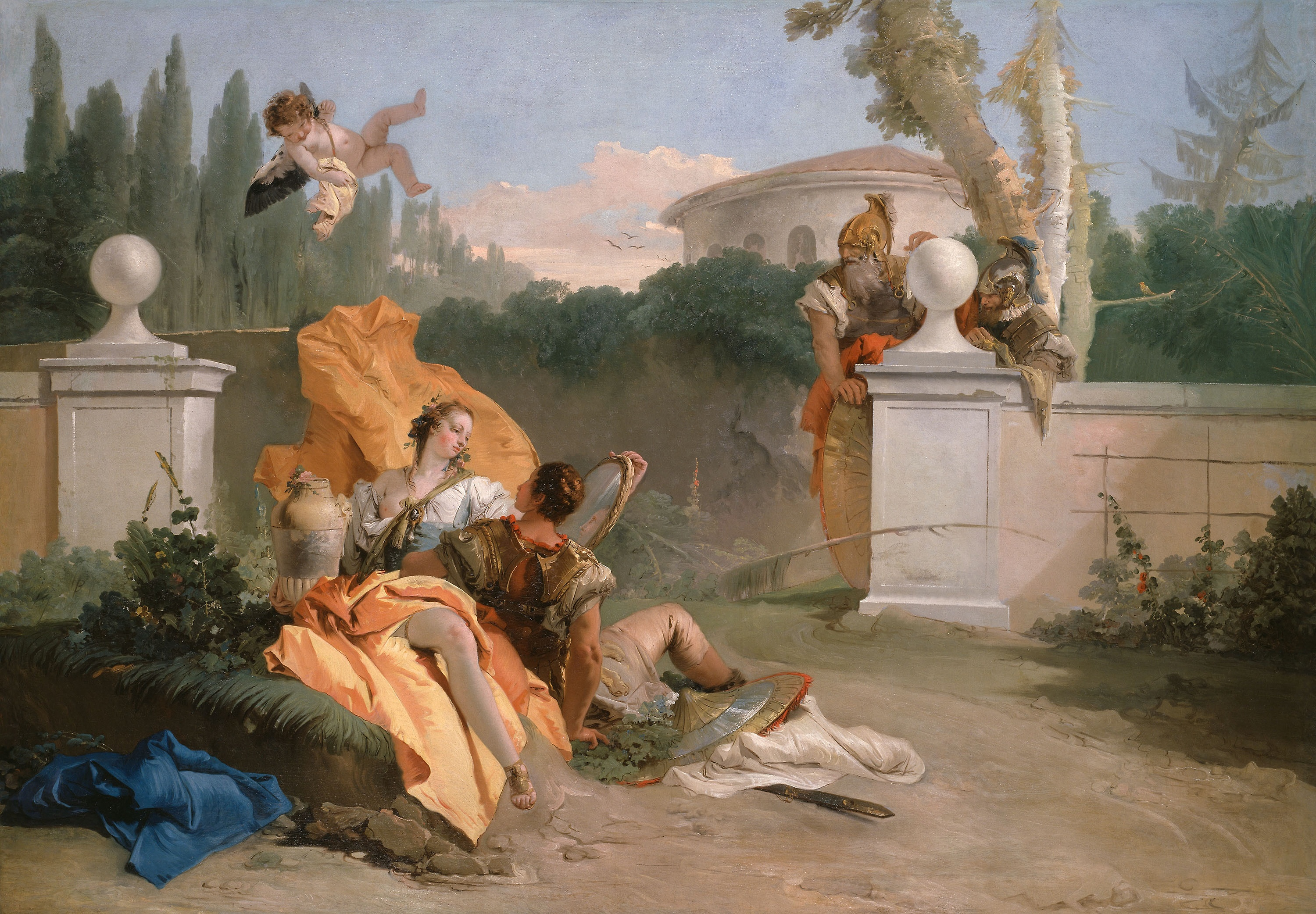
Renaud et Armide dans le jardin.

La Jérusalem délivrée (La Gerusalemme liberata) est un film italien d'Enrico Guazzoni réalisé en 1911. Un autre film de cape et d'épée, La Muraille de feu (La Gerusalemme liberata), de Carlo Ludovico Bragaglia, est sorti en 1957.
Dominium Mundi, roman fleuve de François Baranger, est une transposition très documentée de la Jérusalem délivrée du Tasse dans un futur lointain et aux confins de la galaxie, publiée en 2013 et 2014 chez Critic puis chez Pocket.

## Résumé
Le poème raconte la désunion et les échecs des chrétiens, ainsi que leur victoire finale. Les passages les plus connus sont les suivants.
Sophronie, une chrétienne de Jérusalem, s'accuse d'un crime pour empêcher le massacre des chrétiens par un roi musulman. Pour la sauver, son amant Olinde s'accuse à son tour, et chaque amant plaide pour sauver l'autre.

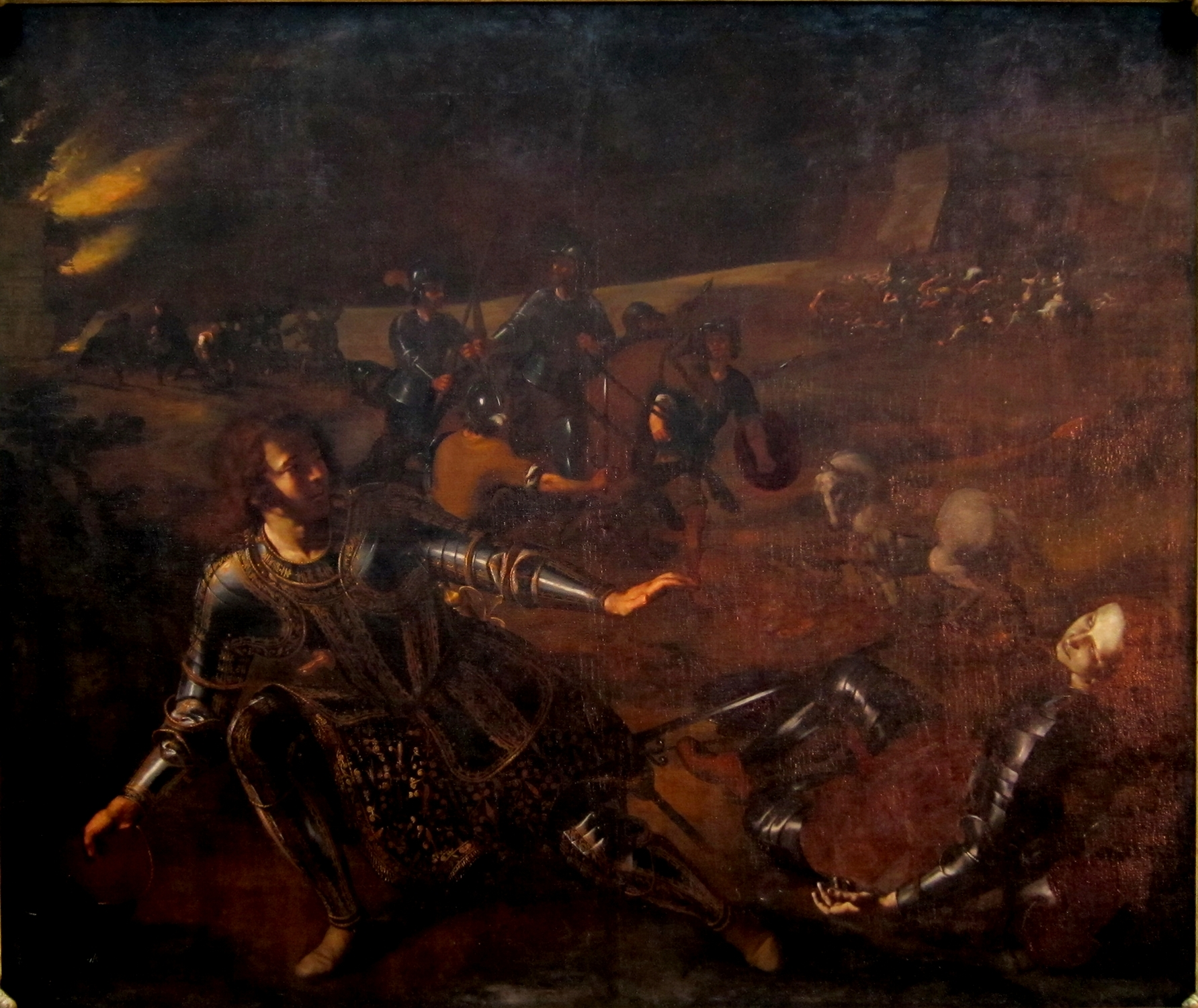
Clorinde reçoit le baptême de Tancrède (1640-45) par Paolo Domenico Finoglia, Pinacotèque de Conversano.

Clorinde, une guerrière, se joint aux musulmans, mais le chevalier chrétien Tancrède tombe amoureux d'elle. Pendant une bataille de nuit où elle met le feu à la tour de siège des chrétiens, elle est tuée en combat singulier par son amant Tancrède, qui ne l'a pas reconnue. Avant de mourir, elle se convertit au christianisme. Le personnage de Clorinde est en partie inspiré de celui de Camille, dans l'Énéide de Virgile et de celui de Bradamante de L'Arioste. Les circonstances de sa naissance (en Ethiopie) sont inspirées du personnage principal (Chariclée) d'un roman grec, Théagène et Chariclée d'Héliodore d'Émèse.
La princesse Herminie d'Antioche, tombe également amoureuse de Tancrède et trahit son peuple pour l'aider, en volant l'armure de Clorinde, mais poursuivie par les sentinelles du camp des Chrétiens, elle s'enfuit et se cache chez des bergers.
La magicienne Armide (imitée de Circé, dans Homère, et de la magicienne Alcina de L'Arioste) entre dans le camp des chrétiens pour demander leur aide. Son charme divise les chevaliers : ceux qui décident de partir avec elle seront finalement transformés en animaux par sa magie.
Armide essaie de tuer le plus grand des chevaliers chrétiens, Renaud ou Rinaldo — son nom apparaît dans l'Orlando furioso (III, 30) de l'Arioste ; il est le fils de Berthold et fut le fondateur de la maison d'Este —, mais elle tombe amoureuse de lui et l'amène dans une île magique. Là, les caresses de la magicienne lui font perdre l'esprit et il devient paresseux. Deux chevaliers chrétiens cherchent la forteresse cachée, bravant tous les dangers. Ils donnent à Rinaldo un miroir de diamant, l'obligent à se regarder tel qu'il est, efféminé et amoureux, puis le convainquent de retourner faire la guerre, et d'abandonner Armide. Le cœur brisé par cette perte, celle-ci désire mourir, mais comme c'est une magicienne, elle est immortelle. Ce passage rappelle une histoire similaire dans L'Arioste : la magicienne Alcina prend au piège le chevalier Ruggiero, mais le sort est rompu par un anneau magique que la bonne magicienne Mélissa lui apporte. Parmi d'autres antécédents, on peut citer la tentative de Circé de garder Ulysse sur son île, et la fée Morgane emportant Ogier le Danois dans une île lointaine.

## Traductions françaises

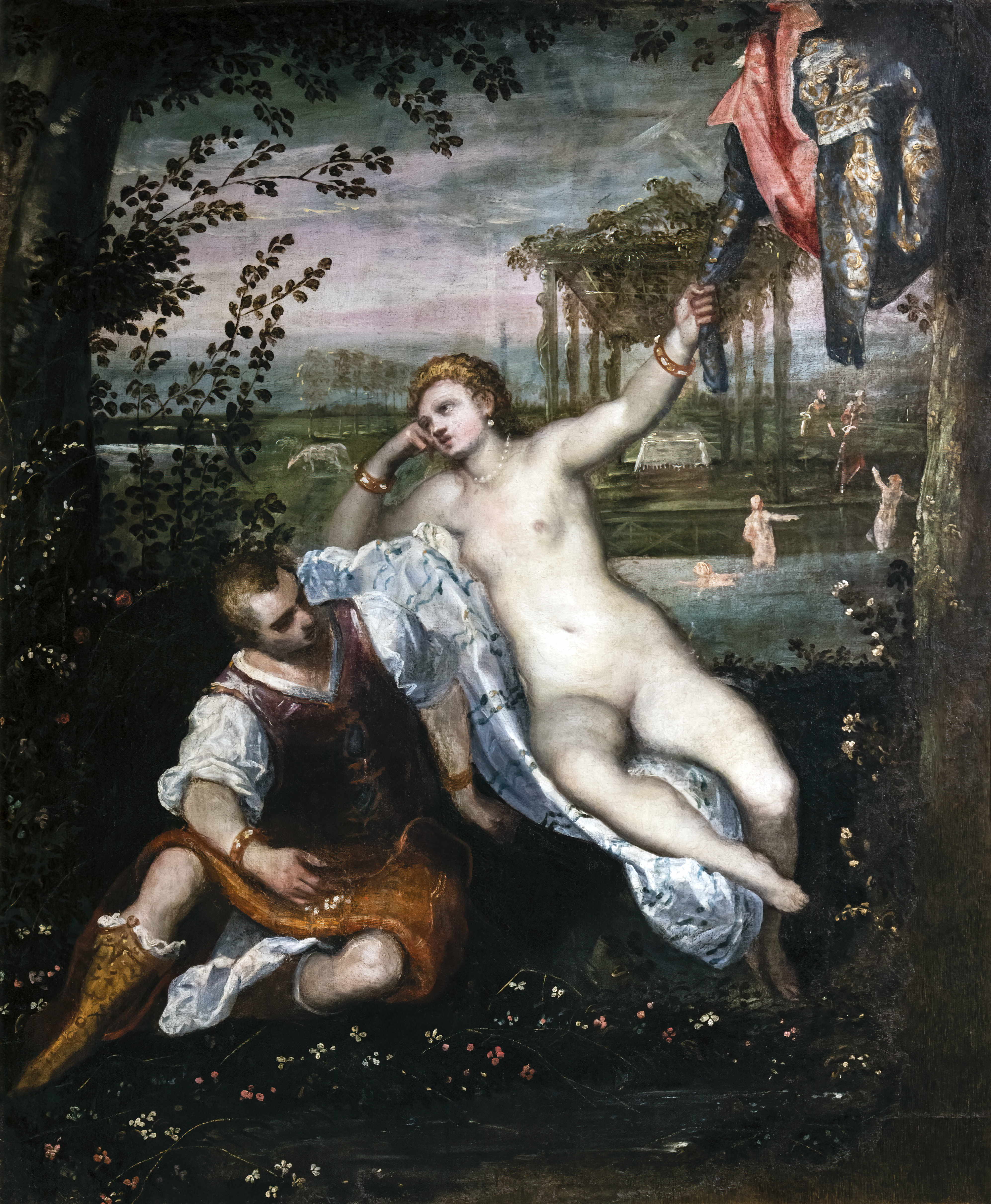
Renaud et Armide, attribué au Tintoret, au musée des Beaux-Arts d'Agen.

- Jérusalem délivrée, poème héroïque du Tasse, traduit par Jean-Baptiste de Mirabaud, Paris, J. Barois fils, 1735
- Jérusalem délivrée, traduit par Charles-François Lebrun (1739-1824), 2 tomes, Paris, Musier Fils, 1774 - texte sur gallica : Tome I, chants I à X, Tome II, chants XI à XX ; dernière réédition, Paris, Flammarion, coll. « Garnier-Flammarion » no 986, 1997  (ISBN 2-08-070986-0)
- Jérusalem délivrée, traduit par L. P. M. F. Baour-Lormian, Paris, Maradan, l'an IVe de la République, 1796
- La Jérusalem délivrée, poème traduit de l'italien par le prince Lebrun. Nouvelle édition précédée d'une notice sur la vie et les ouvrages du Tasse. Paris, Librairie d'éducation de Didier, 1838.
- Jérusalem délivrée, traduction nouvelle en vers français, strophe pour strophe, pas un vers de plus, pas un vers de moins, par Louis Bourlier, de Laval, 1838[13]
- La Jérusalem délivrée, traduit par Auguste Desplaces, Paris, Charpentier, 1845, texte sur books.google
- La Jérusalem délivrée, traduit par Hippolyte Taunay avec le texte italien en regard, Paris, Hachette, 1846
- La Jérusalem délivrée, traduit par Louis Duchemin, Paris, Dentu, 1856
- La Jérusalem délivrée, traduction nouvelle et en prose par M. V. Philipon de La Madelaine, Paris, Morizot, 1864.
- La Jérusalem délivrée, traduit par Jean-Michel Gardair, Paris, Bordas, coll. « Classiques Garnier », 1989 ; réédition revue et corrigée, Paris, LGF, coll. « Le Livre de poche. Bibliothèque classique » no 717, 1996  (ISBN 2-253-90717-0)
- Jérusalem libérée, traduit par Michel Orcel, Paris, Gallimard, coll. « Folio » no 3690, 2002  (ISBN 2-07-040976-7)
- Gerusalemme liberata, introduction, traduction et notes par Gérard Genot, édition bilingue, Paris, Les Belles lettres, coll. « Bibliothèque italienne » no 25, 2008  (ISBN 978-2-251-73026-4)

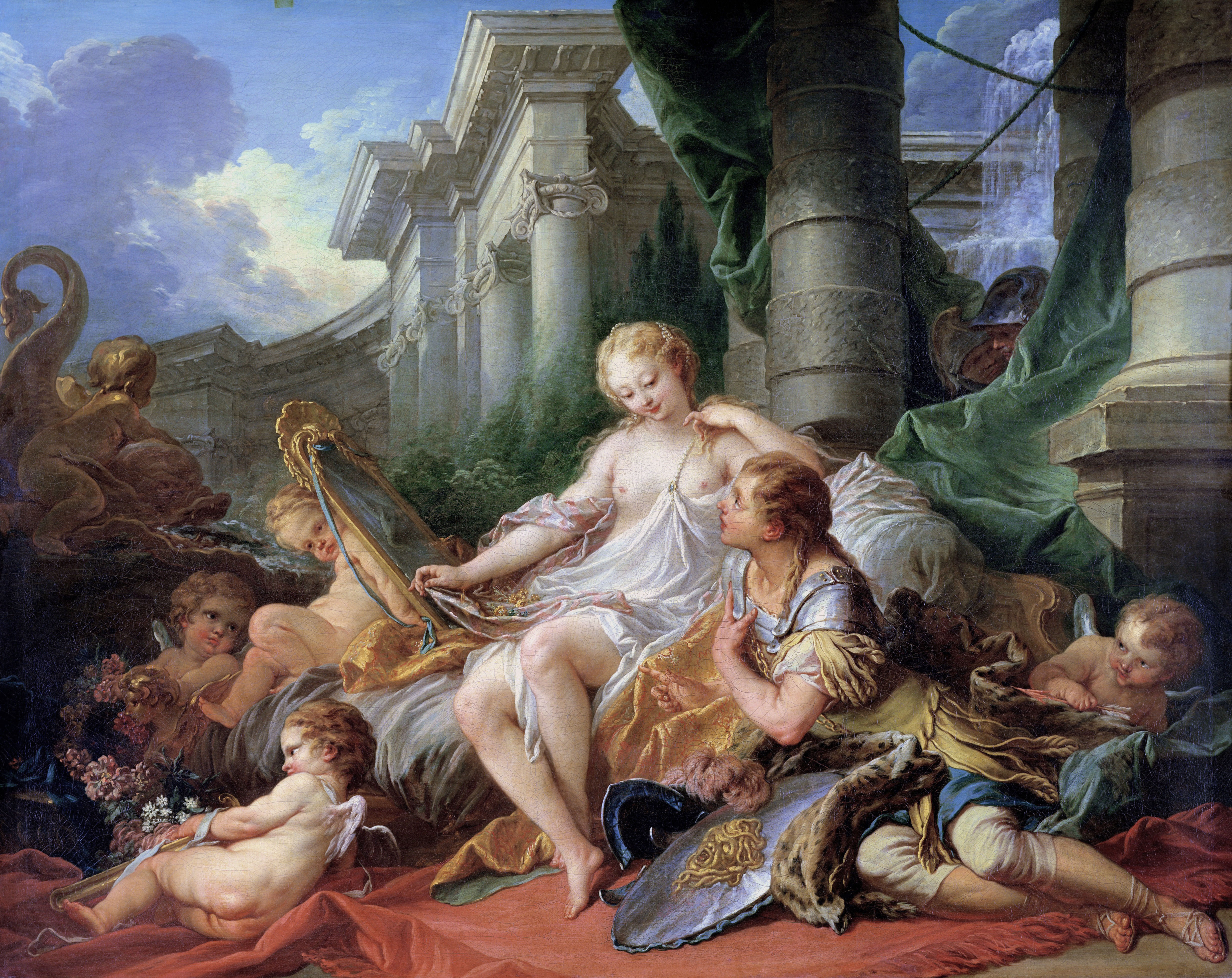
Renaud et Armide, François Boucher
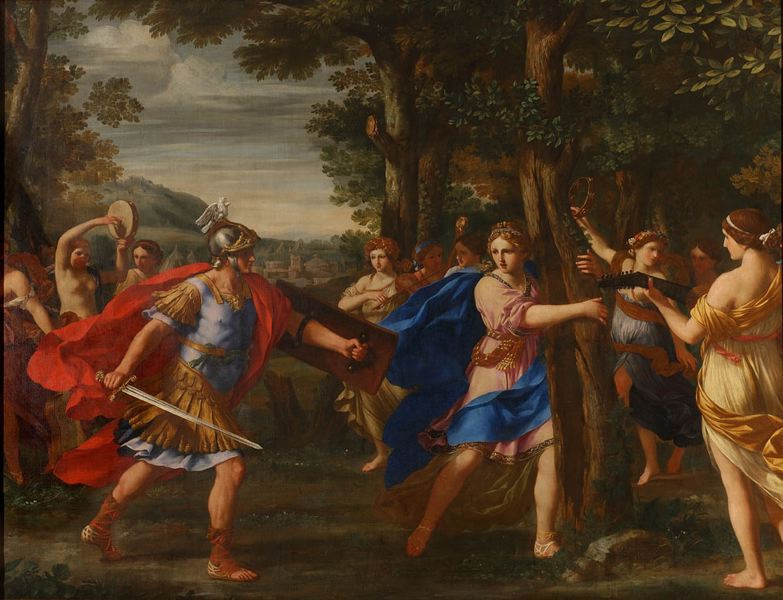
Renaud et Armide, Giacinto Gimignani